# Davi José Silva do Nascimento
Davi José Silva do Nascimento, meglio noto solo come Davi (Fortaleza, 10 marzo 1984), è un ex calciatore brasiliano, di ruolo attaccante.

## Palmarès

### Club

#### Competizioni statali
- Campeonato Baiano Segunda Divisão: 1

Ipitanga: 2004
- Campionato Baiano: 2

Vitória: 2005, 2007

#### Competizioni nazionali
- J. League Division 2: 1

Consadole: 2007

#### Competizioni internazionali
- Coppa Suruga Bank: 1

Kashima Antlers: 2013

### Individuale
- Capocannoniere della J.League Division 2: 1

2012 (32 reti)